# クリストファー・レイン
クリストファー・レイン（英語: Christopher Layne、1949年11月2日 - ）は、アメリカの政治学者。テキサスA&M大学教授。国際関係論およびアメリカ外交戦略論が専門で、ネオリアリストの一人。
南カリフォルニア大学卒業。ヴァージニア大学ロースクール修了。ケンブリッジ大学コーパス・クリスティ・カレッジで歴史学を学んだ後、カリフォルニア大学バークレー校で政治学の博士号取得。カリフォルニア大学ロサンゼルス校やマイアミ大学で教鞭をとった後、現職。

## 著作
- The Peace of Illusions: American Grand Strategy from 1940 to the Present (Cornell UP, 2006).
  - 『幻想の平和――1940年から現在までのアメリカの大戦略』、奥山真司訳、五月書房、2011
- American Empire: A Debate, with Bradley A. Thayer, (Routledge, 2006).